# Okres Prešov
Der Okres Prešov ist eine Verwaltungseinheit in der Ostslowakei mit rund 174.000 Einwohnern (2022) und einer Fläche von 934 km². Er ist einer von 13 okresy des Prešovský kraj.

## Geschichte und Bezeichnungen
Der Kreis liegt vollständig im ehemaligen ungarischen Komitat Sáros. Ab 1918 tschechoslowakisch, gehörte er von 1960 bis zu dessen Auflösung 1990 zum Východoslovenský kraj, dem Ostslowakischen Bezirk. Die neue territoriale Ordnung entstand im Zuge der selbstständig gewordenen Slowakei mit einer Verwaltungsreform von 1996.

## Bevölkerung
| Jahr                | 1994    | 2004    | 2014    | 2024    |
| ------------------- | ------- | ------- | ------- | ------- |
| Anzahl der Personen | 156.452 | 163.743 | 171.778 | 175.447 |
| Unterschied         |         | +4,66 % | +4,90 % | +2,13 % |

| Jahr                | 2023    | 2024    |
| ------------------- | ------- | ------- |
| Anzahl der Personen | 174.741 | 175.447 |
| Unterschied         |         | +0,40 % |

## Städte
- Prešov (dt. Eperies, 1938 bis 1945 auch eingedeutscht Preschau)
- Veľký Šariš (Großscharosch)

## Gemeinden
- Abranovce
- Bajerov (Bayersdorf)
- Bertotovce (Bertholdsdorf)
- Brestov
- Bretejovce
- Brežany
- Bzenov
- Čelovce
- Červenica
- Demjata
- Drienov
- Drienovská Nová Ves
- Dulova Ves
- Fintice (Finzitze)
- Fričovce (Friedrichsdorf)
- Fulianka
- Geraltov (Geralt)
- Gregorovce
- Haniska
- Hendrichovce (Heinrichsdorf)
- Hermanovce
- Hrabkov
- Chmeľov
- Chmeľovec
- Chmiňany
- Chminianska Nová Ves (Neudorf)
- Chminianske Jakubovany (Jakobsdorf)
- Janov
- Janovík
- Kapušany
- Kendice
- Klenov (Klemberg)
- Kojatice
- Kokošovce (Kobersdorf)
- Krížovany (Kreuzdorf)
- Kvačany
- Lada
- Lažany
- Lemešany
- Lesíček
- Ličartovce
- Lipníky
- Lipovce (Lipholz)
- Lúčina
- Ľubotice
- Ľubovec
- Malý Slivník
- Malý Šariš (Kleinscharosch)
- Medzany
- Miklušovce
- Mirkovce
- Mošurov
- Nemcovce
- Okružná
- Ondrašovce
- Ovčie
- Petrovany (Petersdorf)
- Podhorany (Hassgut)
- Podhradík
- Proč
- Pušovce
- Radatice
- Rokycany
- Ruská Nová Ves
- Sedlice
- Seniakovce
- Suchá Dolina
- Svinia
- Šarišská Poruba
- Šarišská Trstená
- Šarišské Bohdanovce
- Šindliar (Senglerdorf)
- Široké
- Štefanovce (Stephansdorf)
- Teriakovce
- Terňa
- Trnkov
- Tuhrina
- Tulčík
- Varhaňovce
- Veľký Slivník
- Víťaz
- Vyšná Šebastová
- Záborské
- Záhradné
- Zlatá Baňa
- Žehňa
- Žipov
- Župčany

Das Bezirksamt ist in Prešov.

## Kultur
In dem Artikel Denkmalgeschützte Objekte im Okres Prešov findet man Informationen über die vom slowakischen Denkmalamt geschützten Objekte im Okres.